# Palachia neorobusta
Palachia neorobusta is een vliesvleugelig insect uit de familie Torymidae. De wetenschappelijke naam is voor het eerst geldig gepubliceerd in 2009 door Narendran.